# Чудское (Новгородская область)
Чудское — опустевшая деревня в Хвойнинском муниципальном округе Новгородской области.

## География
Находится в северо-восточной части Новгородской области на расстоянии приблизительно 37 км на восток-юго-восток по прямой от районного центра Хвойная к востоку от озера Старское.

## История
Была отмечена ещё на карте 1840 года. В 1910 году здесь (деревня Боровичского уезда Новгородской губернии) было учтено 5 дворов. До 2020 года входила в Звягинское сельское поселение.

## Население
Численность населения: 32 человека (1910 год), 0 как в 2002 году, так и в 2010.